# Phaethornis
Genre
Phaethornis est un genre d'oiseaux de la famille des Trochilidae, la famille des colibris.

## Liste des espèces
D'après la classification de référence (version 5.1, 2015) du Congrès ornithologique international (ordre phylogénique) :
- Phaethornis yaruqui – Ermite yaruqui
- Phaethornis guy – Ermite vert
- Phaethornis hispidus – Ermite d'Osery
- Phaethornis longirostris – Ermite à longue queue
- Phaethornis mexicanus – Ermite de Hartert
- Phaethornis superciliosus – Ermite à brins blancs
- Phaethornis malaris – Ermite à long bec
- Phaethornis syrmatophorus – Ermite à ventre fauve
- Phaethornis koepckeae – Ermite de Koepcke
- Phaethornis philippii – Ermite de De Filippi
- Phaethornis bourcieri – Ermite de Bourcier
- Phaethornis anthophilus – Ermite anthophile
- Phaethornis eurynome – Ermite eurynome
- Phaethornis pretrei – Ermite de Prêtre
- Phaethornis augusti – Ermite d'Auguste
- Phaethornis subochraceus – Ermite ocré
- Phaethornis squalidus – Ermite terne
- Phaethornis rupurumii – Ermite balafré
- Phaethornis longuemareus – Ermite nain
- Phaethornis idaliae – Ermite d'Idalie
- Phaethornis nattereri – Ermite de Natterer
- Phaethornis ruber – Ermite roussâtre
- Phaethornis stuarti – Ermite de Stuart
- Phaethornis atrimentalis – Ermite à gorge noire
- Phaethornis aethopygus – Ermite du Tapajos
- Phaethornis striigularis – Ermite à gorge rayée
- Phaethornis griseogularis – Ermite à gorge grise

## Taxinomie
L'espèce Ermite à gorge rayée (Phaethornis striigularis) a été séparée de Phaethornis longuemareus sur des bases morphologiques et parce que le rapprochement des deux espèces, effectué par Griscom en 1932, ne reposait sur aucun argument satisfaisant. Cette séparation fait suite aux travaux de Hinkelmann (1996) puis Hinkelmann et Schuchmann (1997).
Il en est de même pour P. longirostris séparée de P. superciliosus par les mêmes travaux sur les mêmes bases suivant un rapprochement effectué par Peters en 1929.
Dans la taxinomie Sibley-Ahlquist (1990, 1993) les espèces P. striigularis, P. longirostris, P. atrimentalis, P. rupurumii sont considérées comme des sous-espèces.
En 2009, Piacentini et al. montrent que le taxon décrit en 1950 par Zimmer en tant que Phaethornis longuemareus aethopyga, n'est ni un hybride de P. ruber et P. rupurumii amazonicus, ni une sous-espèce, mais bien une espèce séparée. Ils démontrent qu'elle possède des caractéristiques physiques et sociales (aire de parade) uniques et doit donc être traitée comme une espèce à part entière Phaethornis aethopyga, Zimmer, 1950 (nom en anglais proposé par Piacentini et al : Tapajós Hermit).
Toujours d'après Piacentini et al. (2009), un autre sous-espèce considérée comme un hybride (Phaethornis longuemareus imatacae) pourrait bien être dans le même cas.